# Pîșciîkî, Skvîra
Pîșciîkî (în ucraineană Пищики) este localitatea de reședință a comunei Pîșciîkî din raionul Skvîra, regiunea Kiev, Ucraina.

## Demografie
Componența lingvistică a localității Pîșciîkî
     Ucraineană (97,37%)
     Rusă (2,17%)
     Alte limbi (0,39%)
Conform recensământului din 2001, majoritatea populației localității Pîșciîkî era vorbitoare de ucraineană (97,37%), existând în minoritate și vorbitori de rusă (2,17%).